# Râul Rotăria, Râmnicul Sărat
Râul Rotăria este un curs de apă, afluent al Râmnicului Sărat. 